# Gaiola
Gaiola est une commune italienne de la province de Coni, dans la région Piémont.

## Administration
| Période                                  | Période | Identité | Étiquette | Qualité |
| ---------------------------------------- | ------- | -------- | --------- | ------- |
|                                          |         |          |           |         |
| Les données manquantes sont à compléter. |         |          |           |         |

### Communes limitrophes
Borgo San Dalmazzo, Moiola, Rittana, Roccasparvera, Valloriate.

## Galerie de photos

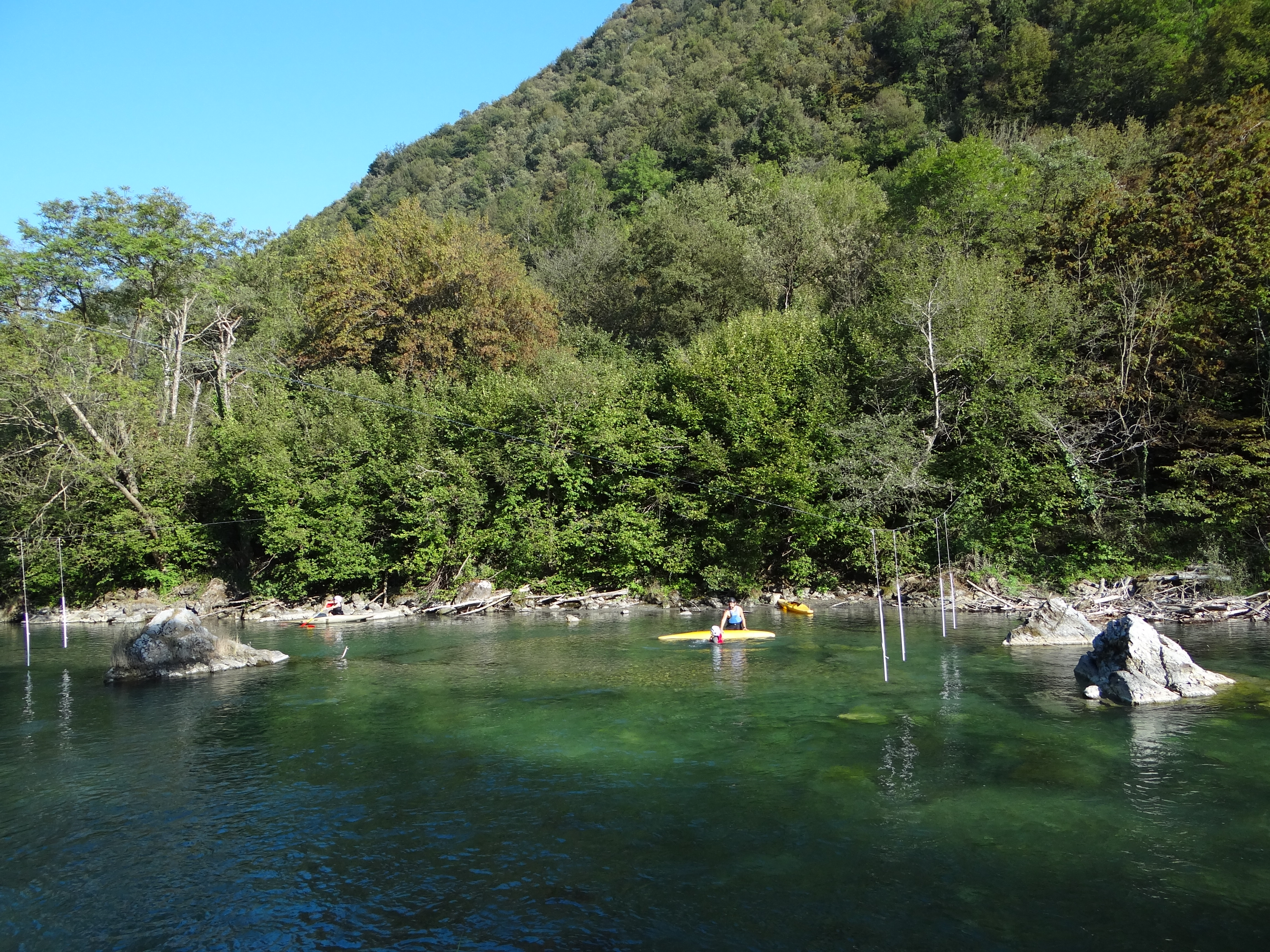
La Stura.
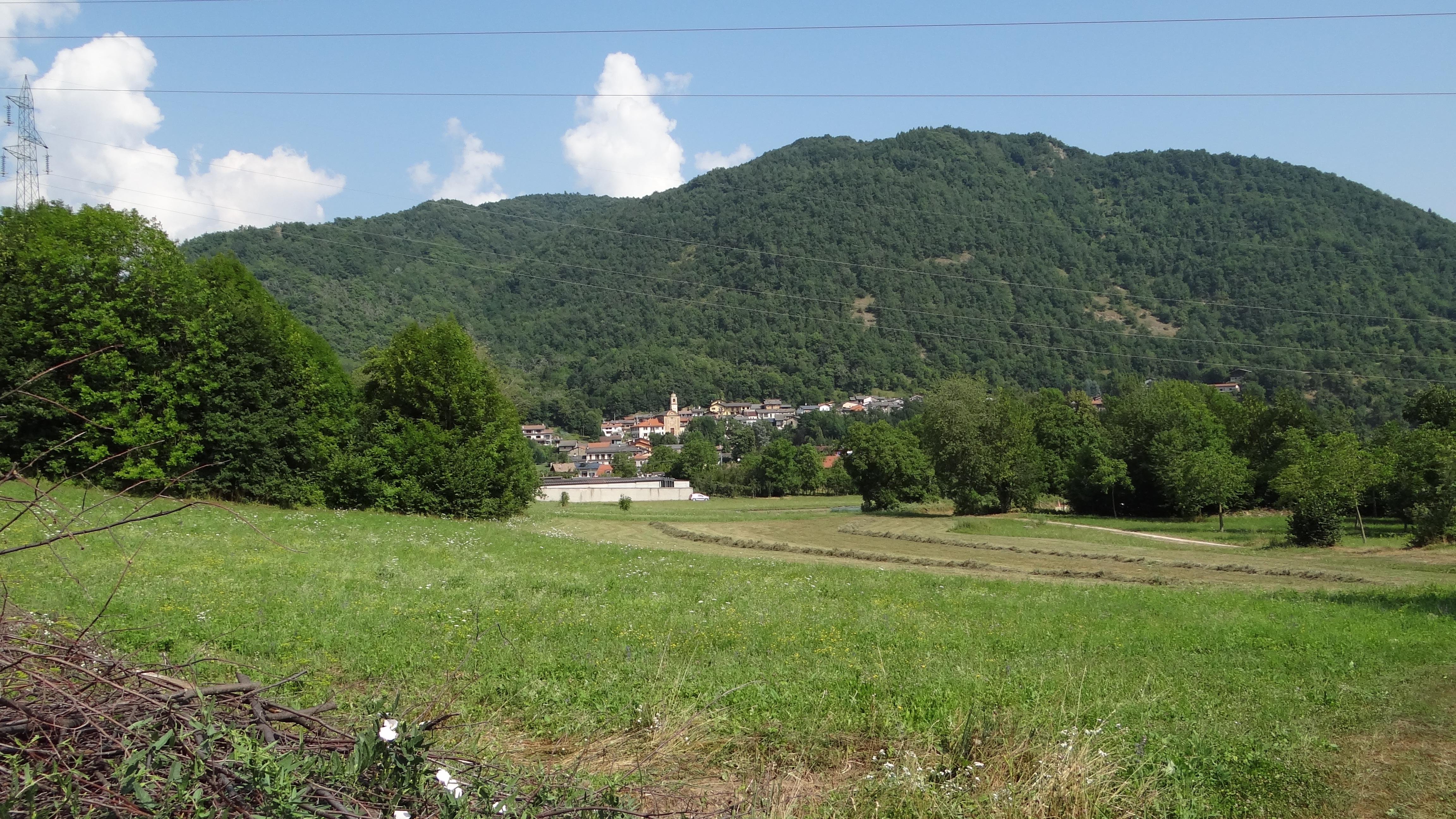
Vue de Gaiola.
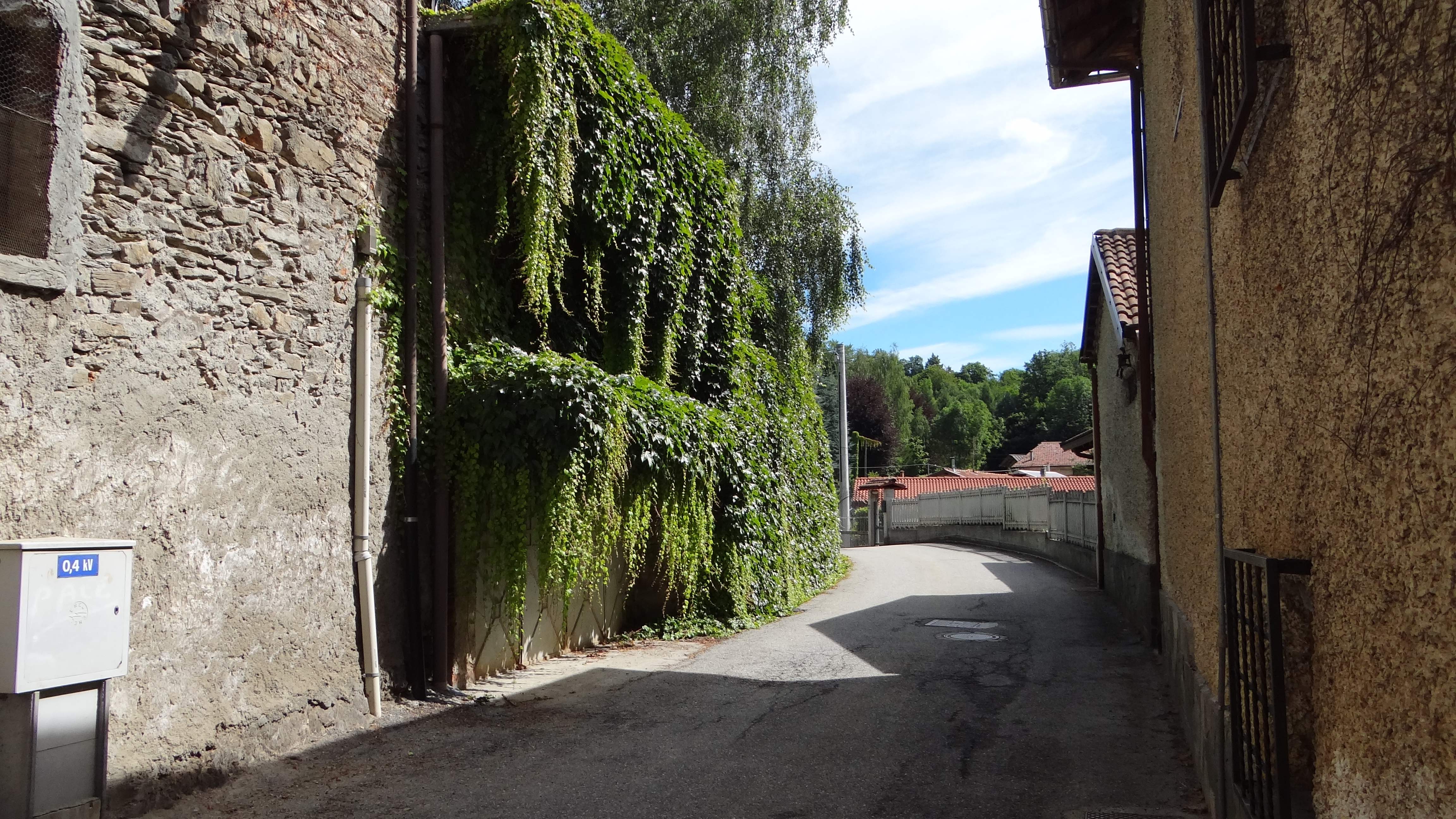
Via G. Flore.
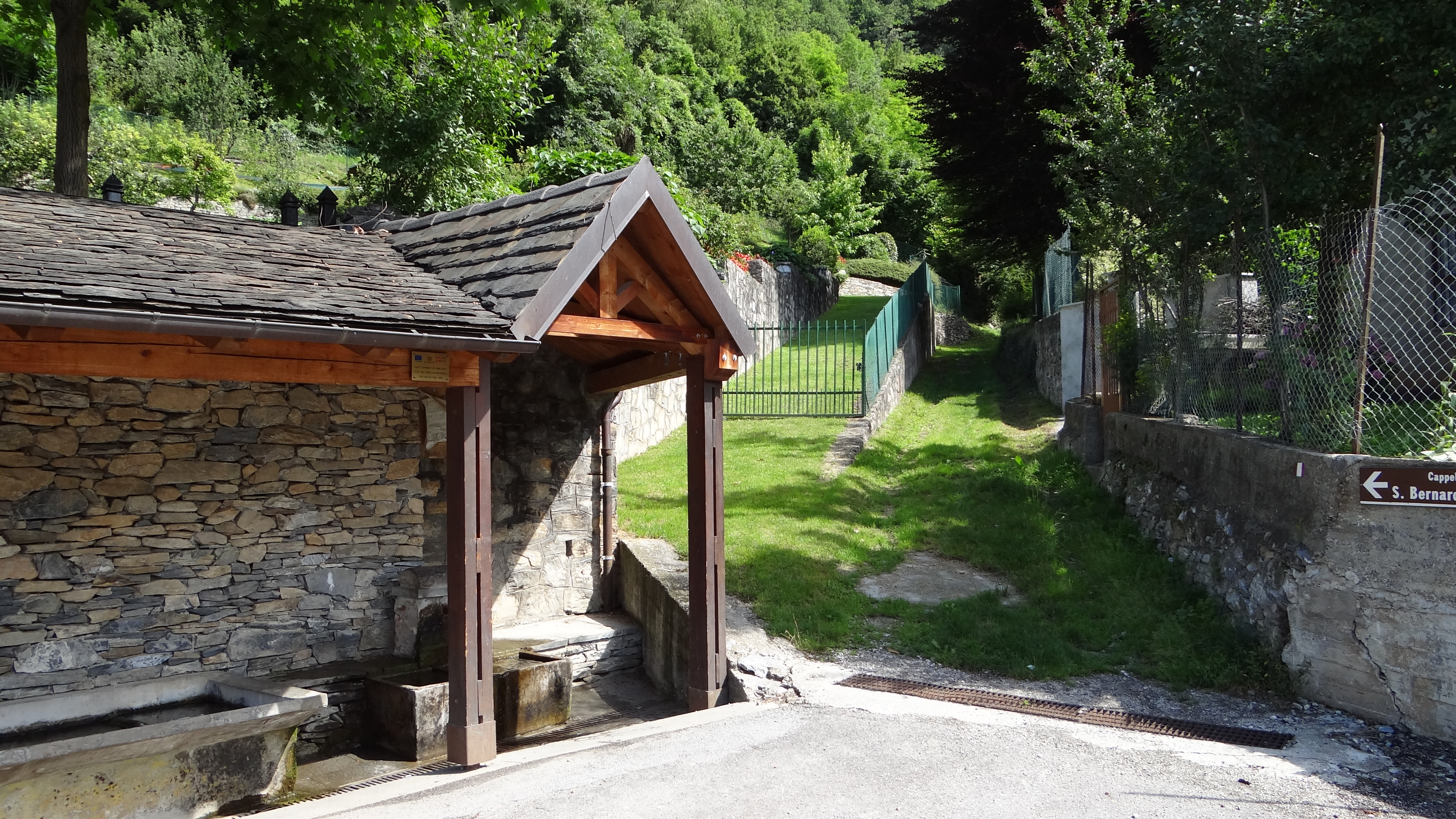
Le lavoir.
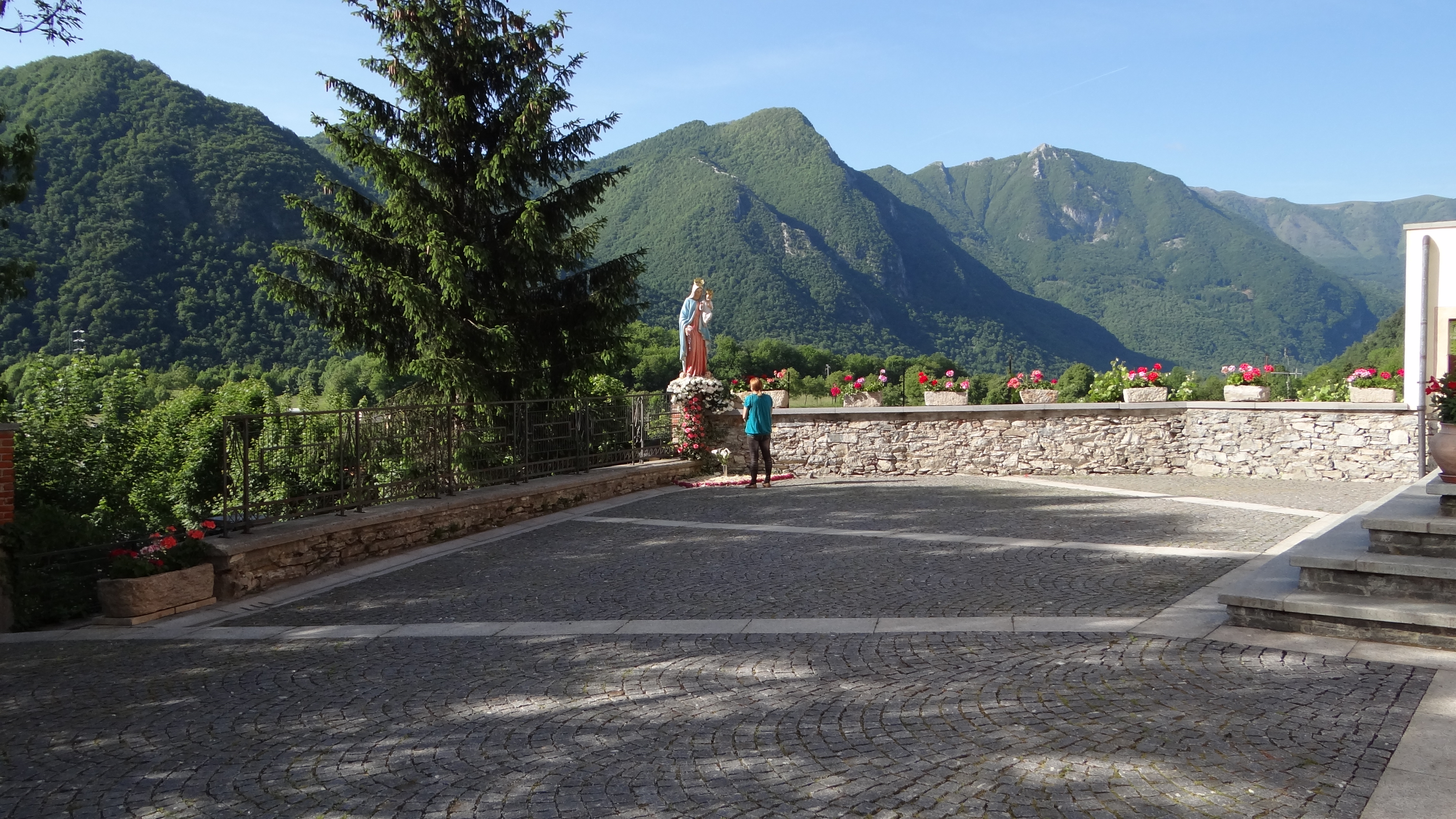
Place de l'église.
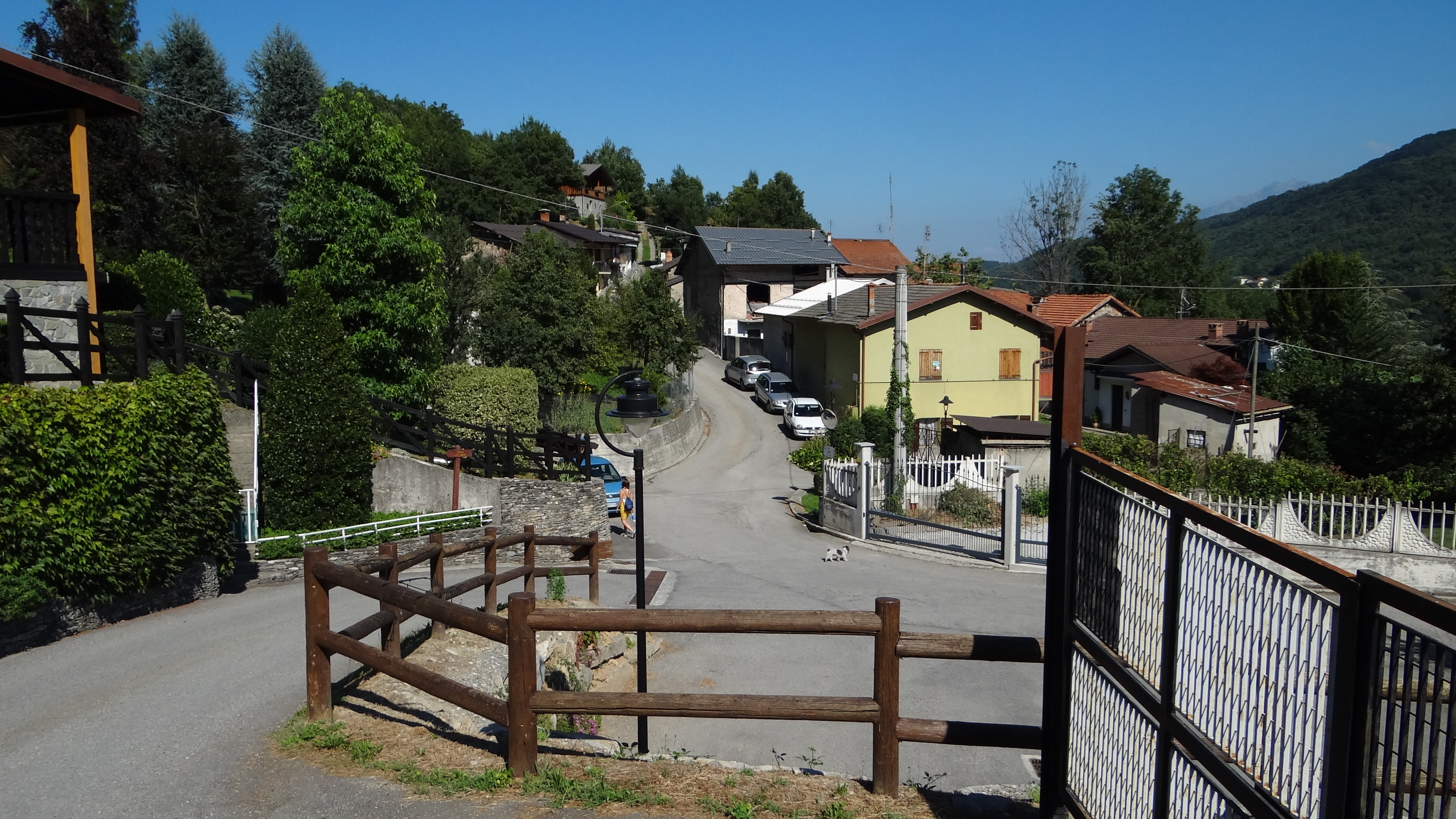
Via Vivaldi.
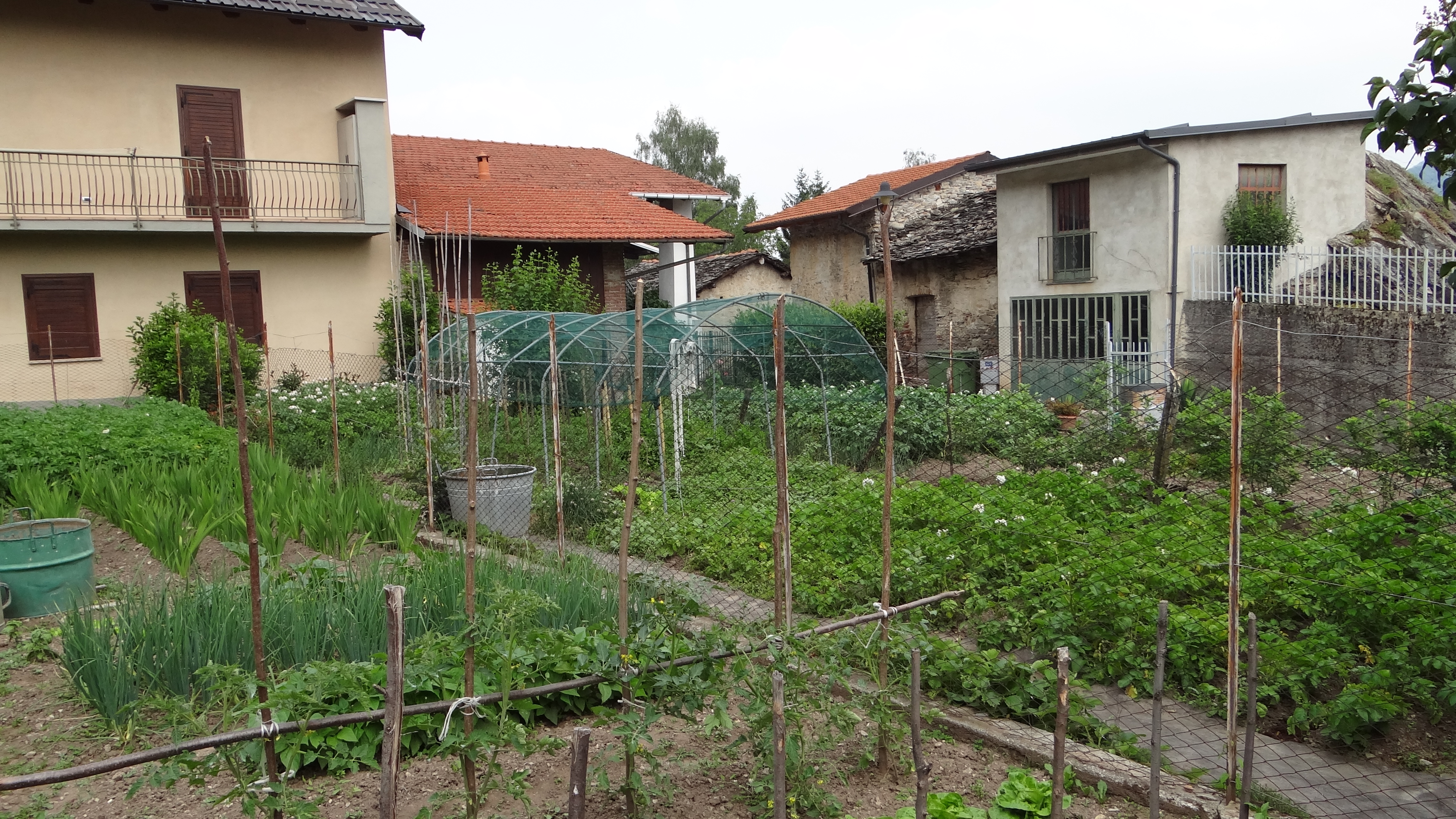
Jardin.
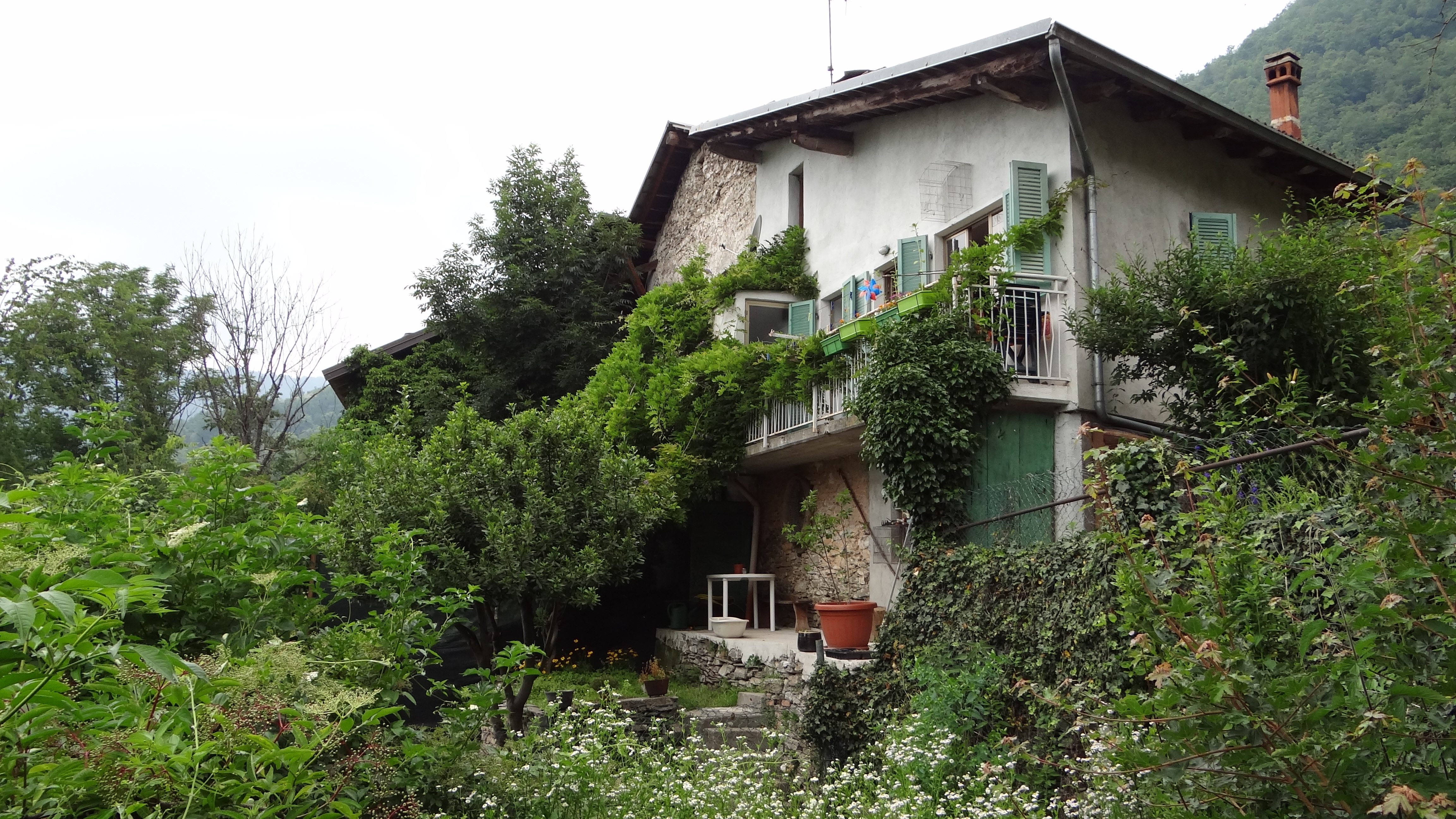
Maison de village.